# レッドゴッド
レッドゴッド（Red God、1954年 - 1979年）は、アメリカ合衆国生産のサラブレッドの競走馬。イギリスで競走生活を送り、のちに種牡馬となってからブラッシンググルームなどを送りだした。

## 経歴
グッゲンハイムの所有する牧場で生まれた牡馬である。幼駒の時期にイギリスに送られ、セシル・ボイド＝ロックフォート調教師へと預けられた。2歳時はグッドウッド競馬場のリッチモンドステークスで勝ちを挙げている。
3歳のときにレッドゴッドは生まれ故郷でもあるアメリカ合衆国へと送られ、そこで新たな競走生活を送ることになった。現地においての4歳までの競走生活でローズベンハンデキャップを含む4勝を挙げ、そこそこの賞金を稼いで引退した。
引退後は1960年よりアイルランドキルデア県のロートンスタッドで種牡馬となった。レッドゴッドは競走成績こそ今ひとつであったが、種牡馬として成功した。父ナスルーラ譲りの気性の荒さを持っており、これは産駒にも総じて遺伝している。
代表産駒として名の挙がるものに、ブラッシンググルーム（1974年生・牡馬）とレッドロード（1973年生・牡馬）のプール・デッセ・デ・プーラン優勝馬2頭、チェヴァリーパークステークス優勝馬ジェイシンス（1970年生・牝馬）、スプリンターとして名を馳せたイエローゴッド（1967年生・牡馬）などがいる。
ブラッシンググルームとイエローゴッドは後継の種牡馬としても活躍し、とくにブラッシンググルームの父系は大流行してその勢力を拡大した。レッドゴッドの父系は「レッドゴッド系」と呼ばれて父ナスルーラの血統から細分化されていたが、ブラッシンググルームの父系の広がりの強さから、すでに使われる機会の少ない呼称となっている。詳しくはブラッシンググルーム系も参照。
のちにカーロウ県のミルフォードスタッドに移され、1979年3月にそこで腸捻転により死亡した。

## 血統表
| レッドゴッドの血統（ナスルーラ系 / Phalaris 4x4=12.50%、 Chaucer 5x5=6.25%、 Roi Herode 5x5=6.25%、 Spearmint 5x5=6.25%） | レッドゴッドの血統（ナスルーラ系 / Phalaris 4x4=12.50%、 Chaucer 5x5=6.25%、 Roi Herode 5x5=6.25%、 Spearmint 5x5=6.25%） | レッドゴッドの血統（ナスルーラ系 / Phalaris 4x4=12.50%、 Chaucer 5x5=6.25%、 Roi Herode 5x5=6.25%、 Spearmint 5x5=6.25%） | （血統表の出典）   | （血統表の出典） |
| 父 Nasrullah 1940 鹿毛 イギリス                                                                                           | 父の父Nearco 1935 青鹿毛 イタリア                                                                                         | Pharos | Phalaris           | Phalaris         |
| 父 Nasrullah 1940 鹿毛 イギリス                                                                                           | 父の父Nearco 1935 青鹿毛 イタリア                                                                                         | Pharos | Scapa Flow         |                  |
| 父 Nasrullah 1940 鹿毛 イギリス                                                                                           | 父の父Nearco 1935 青鹿毛 イタリア                                                                                         | Nogara | Havresac           | Havresac         |
| 父 Nasrullah 1940 鹿毛 イギリス                                                                                           | 父の父Nearco 1935 青鹿毛 イタリア                                                                                         | Nogara | Catnip             |                  |
| 父 Nasrullah 1940 鹿毛 イギリス                                                                                           | 父の母Mumtaz Begum 1932 鹿毛 フランス                                                                                     | Blenheim | Blandford          | Blandford        |
| 父 Nasrullah 1940 鹿毛 イギリス                                                                                           | 父の母Mumtaz Begum 1932 鹿毛 フランス                                                                                     | Blenheim | Malva              |                  |
| 父 Nasrullah 1940 鹿毛 イギリス                                                                                           | 父の母Mumtaz Begum 1932 鹿毛 フランス                                                                                     | Mumtaz Mahal | The Tetrarch       | The Tetrarch     |
| 父 Nasrullah 1940 鹿毛 イギリス                                                                                           | 父の母Mumtaz Begum 1932 鹿毛 フランス                                                                                     | Mumtaz Mahal | Lady Josephine     |                  |
| 母 Spring Run 1948 鹿毛 アメリカ                                                                                          | 母の父Menow 1935 鹿毛 アメリカ                                                                                            | Pharamond | Phalaris           | Phalaris         |
| 母 Spring Run 1948 鹿毛 アメリカ                                                                                          | 母の父Menow 1935 鹿毛 アメリカ                                                                                            | Pharamond | Selene             |                  |
| 母 Spring Run 1948 鹿毛 アメリカ                                                                                          | 母の父Menow 1935 鹿毛 アメリカ                                                                                            | Alcibiades | Supremus           | Supremus         |
| 母 Spring Run 1948 鹿毛 アメリカ                                                                                          | 母の父Menow 1935 鹿毛 アメリカ                                                                                            | Alcibiades | Regal Roman        |                  |
| 母 Spring Run 1948 鹿毛 アメリカ                                                                                          | 母の母Boola Brook 1937 鹿毛 アメリカ                                                                                      | Bull Dog | Teddy              | Teddy            |
| 母 Spring Run 1948 鹿毛 アメリカ                                                                                          | 母の母Boola Brook 1937 鹿毛 アメリカ                                                                                      | Bull Dog | Plucky Liege       |                  |
| 母 Spring Run 1948 鹿毛 アメリカ                                                                                          | 母の母Boola Brook 1937 鹿毛 アメリカ                                                                                      | Brookdale | Peter Pan          | Peter Pan        |
| 母 Spring Run 1948 鹿毛 アメリカ                                                                                          | 母の母Boola Brook 1937 鹿毛 アメリカ                                                                                      | Brookdale | Sweepaway F-No.8-c |                  |

- 半兄にブルーグラスステークス勝ち馬のレーシングフール（1952年生・牡馬）がいる。
- いとこにクラフティアドミラル（1952年アメリカ最優秀古牡馬）、ウォータークイーン（ボーパープルの母）がいる。
- 四代母スウィープアウェイの半兄にスウィープがいる。